# Поріг (житло)
Поріг — у домашньому побуті дерев'яний брусок, поміщений на підлозі, під дверима, і який переступає кожен, хто входить у будинок.
До порогу ставляться в народі повагою; до нього приурочено багато забобонів та обрядів. Гостинність обумовлювалася переходом через поріг усередину хати. Ще на початку XX століття вважалося, що через поріг не вітаються, не прощаються і не розмовляють, щоб не було сварки.

## В історії
Поріг у давнину був пов'язаний із культом домашнього вогнища, вважався місцем перебування духу-покровителя будинку або домовика.
У греків поріг при вході в будинок був присвячений Гестії, у римлян — Весті.
Під порогом хоронили іноді покійників, особливо дітей; тому в інших випадках, наприклад, при першому вступі молодої до будинку чоловіка, заборонялося ступати на поріг.
У Литві, під час закладки нової хати, закопували під порогом хрестик.
Батько клав на поріг новонароджену дитину. Подібний звичай у древніх римлян був із юридичним визнанням із боку батька права дитини на життя. Хворих дітей вмивали від пристріту на порозі, щоб за допомогою духів, що живуть тут, прогнати хворобу за двері.

## У Біблії
У Єзекиїля (Єз 40:6) під словом поріг розуміються пороги воріт, те ж і в Неємії (Неєм 12:25); звідси: вартівники-стражі, охоронці порогів.
Пророк Софонія згадує людей, які перестрибують через поріг: «у день жертви Господньої: Я відвідаю … всіх, які перестрибують через поріг» (Соф 1:9); на думку тлумачів, це означає людей, що переступають межі права та справедливості стосовно до ближніх; входять вони до Божого дому зі своїми жертвами та підношеннями і водночас наповнюють його насильствами та обманом. (Суд 19:27, 1Цар 5:4 та інші).